# Jaitpur (Bihar)
Pour les articles homonymes, voir Jaitpur.
Jaitpur est une ville du district de Lakhisarai dans l'Etat de Bihar en Inde.
Elle est située sur les rives du Gange, à une centaine de km de Patna.
La langue parlée est le Maïthili.